# Hartmann Lauterbacher

Hartmann Lauterbacher

Hartmann Lauterbacher (* 24. Mai 1909 in Reutte, Österreich-Ungarn; † 12. April 1988 in Seeon-Seebruck) war Stabsführer und stellvertretender Reichsjugendführer der Hitler-Jugend, NSDAP-Gauleiter des Gaus Süd-Hannover-Braunschweig, Oberpräsident der Provinz Hannover sowie SS-Obergruppenführer. Er arbeitete ab 1950 für die Organisation Gehlen und später bis 1963 für den Bundesnachrichtendienst.

## Biografie
Lauterbacher stammte nach eigenen Angaben aus einer in Salzburg ansässigen deutschnationalen Familie. Sowohl sein Onkel als auch sein Vater hatten sich Georg von Schönerers Alldeutscher Vereinigung angeschlossen.
Als Sohn eines k.u.k. Tierarztes besuchte Lauterbacher die Volksschule und das Reformgymnasium in Kufstein und erlernte anschließend den Beruf des Drogisten.

## In HJ und NSDAP
Lauterbacher stieß bereits als Gymnasiast zu den Nationalsozialisten. 1923, mit 14 Jahren, gründete er in Kufstein die erste Ortsgruppe der Deutschen Jugend in Österreich und veranstaltete eine Gedenkfeier für Albert Leo Schlageter. 1925 übernahm er die Führung der DJ und überführte sie 1927 in die Hitlerjugend (HJ). Nach eigenen Angaben begegnete er am 19. April 1925 als 16-Jähriger in Rosenheim erstmals Adolf Hitler. Nach einer anderen Quelle war er am 20. April 1925 zu Gast bei Hitlers Geburtstagsfeier.
1927 ging Lauterbacher zur Ausbildung an der dortigen Drogistenakademie nach Braunschweig. Dort trat er zum 13. Oktober der NSDAP bei (Mitgliedsnummer 81.603) und baute von 1929 an die HJ des Gaus Süd-Hannover-Braunschweig auf, seit 1930 hauptberuflich als HJ-Gauführer. Bis 1932 gründete er in den zehn niedersächsischen HJ-Bezirken 31 Gefolgschaften mit 93 Scharen. Die Zahl der HJ-Mitglieder im Gau wuchs zwischen März 1930 und dem Jahresende 1931 von 98 auf 2500, 1932 waren es schon 4000. Sein Organisationstalent ließ Lauterbacher schnell Karriere machen. 1932 wurde er HJ-Gebietsführer Westfalen-Niederrhein, 1933 Obergebietsführer West und 1934 HJ-Stabsführer und Stellvertreter von Reichsjugendführer Baldur von Schirach. 1935 war Joseph Goebbels sein Trauzeuge. Lauterbacher wurde Vater von drei Kindern.

### Reisen ins Ausland
Lauterbacher unternahm in dieser Zeit zahlreiche Auslandsreisen, u. a. in die Niederlande, nach Belgien, Rumänien, Ungarn, Portugal und Spanien. In Italien traf er sich 1934 mit Funktionären der faschistischen Opera Nazionale Balilla (ONB), des Vorbilds der HJ, und lernte auch die Akademie der ONB kennen. Nach ihrem Beispiel entstand kurz darauf in Braunschweig die Akademie für Jugendführung, in der der HJ-Führernachwuchs geschult wurde. 1937 war Lauterbacher Delegationsleiter, als die gesamte HJ-Führung zur Weltausstellung nach Paris reiste. Im selben Jahr besuchte er Großbritannien und besichtigte die Eliteschule in Eton und die Militärakademie in Aldershot. Höhepunkt der Reise war ein Treffen mit Robert Baden-Powell, dem Gründer der Pfadfinder-Bewegung. Nachdem er aus England zurückgekehrt war, war Lauterbacher an der Gründung des BDM-Werks „Glaube und Schönheit“ für die 17- bis 21-jährigen Mädchen beteiligt.

### Weitere Karriere in der Hitler-Diktatur
In den folgenden Jahren vereinigte Lauterbacher in seiner Person zahlreiche Ämter, Titel und Funktionen. 1936 wurde er Mitglied des Reichstages, bei der die Wähler nur eine Einheitsliste der NSDAP wählen konnten (→ Reichstagswahl 1936). 1937 folgte die Ernennung zum preußischen Ministerialrat.
1940 wurde er in die SS (SS-Nummer 382.406) im Ehrenrang eines Brigadeführers übernommen, im April 1941 zum Gruppenführer befördert und stieg innerhalb der SS Ende Januar 1944 bis zum Obergruppenführer im Ehrenrang auf. Im Mai 1940 wurde Lauterbacher, wie damals für Parteiführer üblich, zu einem kurzen Militärdienst zur Leibstandarte SS Adolf Hitler einberufen; während dieser Zeit hatte er einen Autounfall mit Folge einer dauerhaften Knieverletzung.
Im August 1940 verließ Lauterbacher die HJ-Führung und wurde zunächst stellvertretender Gauleiter von Süd-Hannover-Braunschweig, bereits im Dezember 1940 folgte die Beförderung zum Gauleiter und zum Bevollmächtigten für den Arbeitseinsatz. Lauterbachers Vorgänger in der Gauleitung war Bernhard Rust, seit 1934 Reichserziehungsminister und damit in Hannover nur wenig präsent. Lauterbacher war 31 und damit der jüngste NS-Gauleiter. Im selben Jahr erhielt er den Titel Ehrenführer der Akademie für Jugendführung in Braunschweig.
Im Januar 1941 wurde Lauterbacher preußischer Staatsrat, im April 1941 Oberpräsident der preußischen Provinz Hannover als Nachfolger von SA-Stabschef Viktor Lutze. 1942 folgte noch die Ernennung zum Gau-Reichsverteidigungskommissar.

### „Aktion Lauterbacher“

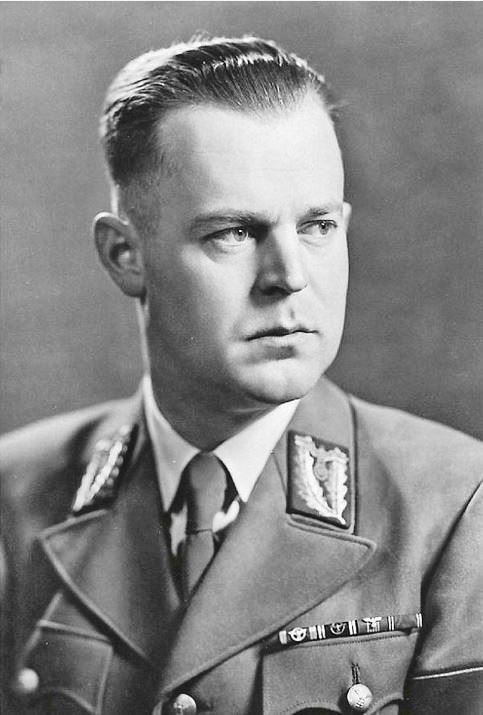
Lauterbacher war NSDAP-Gauleiter des Gaus Süd-Hannover-Braunschweig, Oberpräsident der Provinz Hannover sowie SS-Obergruppenführer.

Im September 1941 ordnete der Gauleiter die Ghettoisierung der Juden in Hannover an. Rund 1200 Juden wurden aus ihren Wohnungen vertrieben und unter katastrophalen Lebensumständen in 15 sogenannten „Judenhäusern“ untergebracht. Diese Aktion Lauterbacher war die Vorstufe zu der im Dezember 1941 beginnenden Deportation der hannoverschen Juden in die Vernichtungslager.
Während des Krieges tat sich Lauterbacher als fanatischer Nationalsozialist hervor. Noch am 4. April 1945, wenige Tage bevor US-amerikanische Truppen Hannover erreichten, verkündete er über Rundfunk und Zeitungen Durchhalteparolen. Unter der Überschrift „Lieber tot als Sklav“ hieß es am 5. April in der Hannoverschen Zeitung u. a.: „… wer weiße Fahnen hißt und sich kampflos ergibt, ist des Todes.“ Er begab sich daraufhin nach Hahnenklee im Harz, wo er im Hotel Tannhäuser seinen Amtssitz einrichtete. Am Sonntag, 8. April 1945 erschien Lauterbacher noch einmal in der Gauhauptstadt Hannover, um die Bevölkerung über Drahtfunk zum Durchhalten aufzurufen. Er erklärte, dass die Befehlsgewalt weiter bei ihm und seinem Stellvertreter, Kreisleiter Heinz Deinert, liege. Daraufhin ließ er sein Auto mit 1,78 Millionen Reemtsma-Zigaretten beladen und setzte sich als Handelsvertreter getarnt wieder nach Hahnenklee im Harz ab. Von dort floh er weiter in Richtung Süden. Das Kriegsende soll er in Bad Gastein bei Salzburg erlebt haben. Am 12. Juni vermeldete der Neue Hannoversche Kurier, ein britisches Kommando habe ihn in Kärnten verhaftet.

## Nachkriegszeit
Nach dem Krieg war er bis 1948 interniert. Die Justiz leitete insgesamt acht Verfahren gegen Lauterbacher ein, unter anderem wegen Verbrechen gegen die Menschlichkeit. Zur Rechenschaft wurde er jedoch nicht gezogen. Anfang Juli 1946 sprach ihn das Obere Britische Militärgericht in Hannover von der Anklage frei, Anfang April 1945 die Ermordung deutscher und alliierter Häftlinge des Gefängnisses von Hameln angeordnet zu haben. Im August 1947 begann im Internierungslager Dachau ein weiteres Verfahren gegen Lauterbacher. Dieses Mal ging es um einen Befehl aus dem September 1944, wonach Lauterbacher die Erschießung von zwölf amerikanischen Fliegern, die über Goslar abgeschossen worden waren, befohlen haben sollte. Im Oktober 1947 endete auch dieser Prozess mit einem Freispruch. Die deutsche Justiz, die durch die Staatsanwaltschaft Hannover bereits 1947 ein Verfahren eröffnet hatte, dem weitere Ermittlungsverfahren in München und Hannover folgten, begnügte sich damit, die Ermittlungen wegen Verjährung einzustellen; das Verfahren von 1947 wurde nach „gründlicher Prüfung“ erst zwölf Jahre später eingestellt. In den Nürnberger Prozessen trat der ehemalige stellvertretende Reichsjugendführer als Entlastungszeuge für seinen einstigen Chef Baldur von Schirach auf.

### Flüchtiger und Fluchthelfer auf der „Rattenlinie“
Lauterbacher, der seit Kriegsende im Lager Sandbostel bei Bremervörde interniert war, konnte am 25. Februar 1948 unter bis heute ungeklärten Umständen fliehen. Die Braunschweiger Zeitung berichtet von amerikanischen Geheimdienstunterlagen, nach denen angeblich die Antikommunistische Front hinter der Aktion stehen sollte, eine Organisation hoher Wehrmacht- und SS-Offiziere. Angeblich hatte Lauterbacher in dieser Zeit bereits Verbindungen zum US-Geheimdienst CIC. In Ungarn soll er mit Unterstützung der Amerikaner die NAESZ gegründet haben, eine „internationale anti-bolschewistische Organisation“. Später tauchte er in Rom unter dem Namen „Bauer“ unter. Er verkehrte – offenbar im Auftrag von alliierten Geheimdiensten – in einem Kreis von Fluchthelfern, die belastete Personen entlang sogenannter Rattenlinien, etwa der sogenannten „Vatikan-Route“, aus ehemaligen faschistischen Staaten nach Südamerika oder in den Nahen Osten brachten. Lauterbacher nutzte in diesen und den späteren Jahren seine zahlreichen Auslandskontakte, die er vor dem Krieg als HJ-Funktionär geknüpft hatte. Im April 1950 wurde er von den Italienern verhaftet und als „lästiger Ausländer“ in das Lager Le Fraschette bei Rom gebracht, von wo Lauterbacher nach wenigen Monaten im Dezember 1950 fliehen konnte. Auch hier halfen ihm seine guten Kontakte zu ehemaligen nationalsozialistischen Aktivisten. Diesmal mit Hilfe von Südtiroler Nationalsozialisten gelang ihm die weitere Flucht nach Österreich und Deutschland.

### Tätigkeit für die Organisation Gehlen und den BND
Als die Falschmeldung von einer Flucht nach Argentinien von der Organisation Gehlen 1951 lanciert wurde, befand sich Lauterbacher bereits in deren Diensten. Die Organisation Gehlen führte ihn seit 1950 unter den Registrierungsnummer V-6300. Dass die Zusammenarbeit zwischen Lauterbacher und seinen Südtiroler Fluchthelfern sich bis in seine Zeit beim BND erstreckte, ist zumindest in einem Fall nachgewiesen. Der SS-Untersturmführer Otto Casagrande, einer der Fluchthelfer, wurde mit der Registriernummer V-6301 als erster Mitarbeiter Lauterbachers von 1951 bis 1953 geführt. Lauterbacher selbst blieb hingegen länger bei der Organisation Gehlen. Er wohnte dabei in verschiedenen Städten wie München und West-Berlin. Er war auch nach der Gründung des Bundesnachrichtendienstes (BND) bis 1963 Mitarbeiter des BNDs, unter anderem als Referatsleiter tätig. Eine seiner Aufgaben soll es gewesen sein, mit Hilfe ehemaliger HJ-Führer den Versuch zu unternehmen, die Freie Deutsche Jugend (FDJ) zu unterwandern. Um 1954 sollen ihm „in Schleswig-Holstein offensichtlich neue Papiere“ besorgt worden sein.

### Weitere Tätigkeiten
Lauterbachers Familie lebte in Salem (Schleswig-Holstein). Er soll in München für die Firma Labora seines Bruders gearbeitet haben, einen Vertrieb von Industrie-Erzeugnissen im Ausland. Als intensivere Nachforschungen angestellt wurden, tauchte Lauterbacher erneut unter. 1960 berichtete Der Spiegel, Lauterbacher sei Inhaber von Labora und habe sich zum Experten für Nahost-Geschäfte entwickelt. Unter anderem verkaufe er an europäische Firmen Werbeflächen, die entlang des Suezkanals aufgestellt würden.
Nach einer früheren Darstellung des Magazins arbeitete Lauterbacher in den 1950er Jahren als Kontaktmann für den Bundesnachrichtendienst (BND). Im Auftrag von BND-Chef Reinhard Gehlen soll er im Nahen Osten ehemalige SS-Führer für den Dienst angeworben haben, die für arabische Geheimdienste arbeiteten. Bei der CIA gab es Bedenken gegen Lauterbacher. In einem Bericht der Amerikaner heißt es, Lauterbacher arbeite für einen östlichen Geheimdienst, sei homosexuell und damit erpressbar. 1965 beendete der BND die Zusammenarbeit.
1965 beriet Lauterbacher die Regierung in Ghana, später arbeitete er für verschiedene arabische und afrikanische Staaten. Bis Mitte der 1970er Jahre soll er dann für eine Werbeagentur in Dortmund gearbeitet haben. Zwischen 1977 und 1979 war der ehemalige Gauleiter offizieller Berater des Sultans von Oman, Qabus ibn Said, in Jugendfragen. Anschließend lebte er in Marokko und nahm 1981 seinen Wohnsitz in Österreich.

### Der unbelehrbare Antisemit
1984 veröffentlichte Lauterbacher seine Lebensbeschreibung unter dem Titel Erlebt und mitgestaltet, ein typisches Beispiel für Rechtfertigungsliteratur der Nazi-Chargen der mittleren Ebene. Seine Biografie zeigt, dass es ihm nie gelungen ist, sich nach dem Krieg von seiner Rolle im Nationalsozialismus zu lösen. Er verteidigte die Verbrechen an den Juden. 1947 erklärte er: „Ich stehe auf dem Standpunkt, dass uns das Judentum den Krieg erklärt hat (…).“ Sein Leben nach 1945 war geprägt von Seilschaften und undurchsichtigen Geheimdienstverbindungen mit wechselnden Loyalitäten. Die letzten Jahre seines Lebens verbrachte er sehr zurückgezogen in Deutschland; nur sein Totenschein belegt, dass er in Seebruck am Chiemsee verstorben ist.
Erst 2014 räumte der Bundesnachrichtendienst ein, Lauterbacher unter dem Decknamen „Leonhard“ als hauptamtlichen Mitarbeiter beschäftigt zu haben. Auf Antrag wurde 2014 auch die Personalakte dem Spiegel zur Einsicht freigegeben.

## Veröffentlichungen
- Hartmann Lauterbacher: Erlebt und mitgestaltet. Kronzeuge einer Epoche 1923–1945. Zu neuen Ufern nach Kriegsende. K.W.Schütz-Verlag, Preußisch-Oldendorf 1984, ISBN 3-87725-109-9. (Autobiografie)
- Heinrich-Sohnrey-Wettbewerb des Gauheimatwerkes Süd-Hannover-Braunschweig. Gauheimatwerk Süd-Hannover-Braunschweig, Hannover 1942.